# 도미니크 라바낭

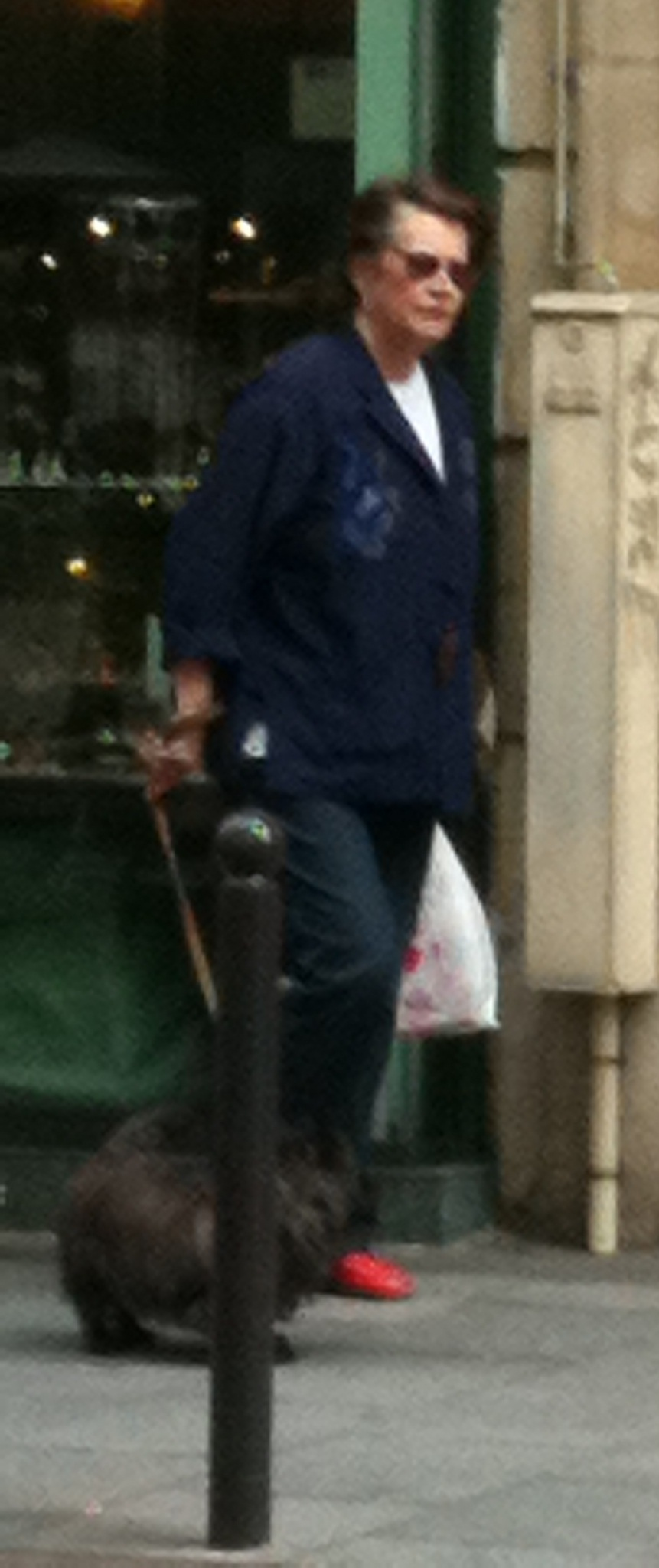

도미니크 라바낭(Dominique Lavanant, 1944년 5월 24일 ~ )은 프랑스의 배우, 각본가, 연극 배우, 영화배우이다.

## 영화
- 꼬마 니콜라의 여름방학 (2014년) - 할머니 역
- 폴레트의 수상한 베이커리 (2012년) - 뤼시엔 역
- 웨딩 케이크 (2010년)
- 선탠하는 사람들 3 - 인생의 친구들 (2006년)
- 천국에서의 범죄 (2000년)
- 엄청난 피곤 (1994년)
- 미스터 몬스터 (1994년)
- 며칠만 나와 함께 (1988년)
- 오른쪽에 주의하라 (1987년)
- 가미가제 (1986년)
- 세기의 결혼 성전 (1985년)
- 랑데부 (1985년)
- 세 남자와 아기 바구니 (1985년)
- 암호는 레오파드 (1984년)
- 사랑할 때와 이별할 때 (1984년)
- 우리들 사이 (1983년)
- 열차 속의 수수께끼 여인 (1981년)
- 신사는 뚱녀를 좋아해 (1981년)
- 코프 (1980년)
- 선탠하는 사람들 2 (1979년)
- 리틀 로맨스 (1979년)
- 선탠하는 사람들 (1978년)
- 어깨 위의 나비 (1978년)